# Râul Glodul
Râul Glodul este un curs de apă, afluent al râului Dămuc. 

## Hărți
- Harta Munții Hășmaș  Arhivat în 26 iunie 2008, la Wayback Machine.
- Harta Munții Tarcău  Arhivat în 22 februarie 2010, la Wayback Machine.